# ВВС (футбольный клуб, Краматорск)
ВВС (укр. ВПС) — украинский футбольный клуб из города Краматорск Донецкой области. Проводил домашние матчи на стадионе «Блюминг».

## История
Клуб был основан в 1998 году. Создателем команды стал крымский предприниматель Владимир Новиков (которого с Краматорском связывала учёба в одном из местных вузов), являвшийся тренером и президентом футбольного клуба «Сурож» из Судака. Поддержку проекту также оказали командование Военно-воздушных сил Украины и краматорская городская администрация. Команда заявилась для участия во второй лиге чемпионата Украины вскоре после создания, не имея клубной эмблемы и не заплатив вступительный денежный взнос. Главным тренером команды стал её президент, Владимир Новиков. Дебютную игру ВВС провел 6 августа 1998 года, в Ромнах уступив местному «Электрону» со счётом 1:0. В заявку на первый матч в истории клуба было внесено всего 14 игроков, преимущественно крымские футболисты, ранее выступавшие за «Сурож». Также цвета команды защищали несколько игроков, которые являлись военнослужащими ВВС Украины. Коллектив стал одним из безнадёжных аутсайдеров дивизиона, в осенней части чемпионата одержав всего одну победу и забив 4 гола. Из-за задолженности по членским взносам ПФЛ Украины с команды было снято 6 очков, в результате чего клуб завершил первый круг дебютного сезона с показателем −1 в графе «Очки». Во время зимнего перерыва городские власти приняли решение прекратить финансирование команды, в связи с чем на второй круг клуб уже не вышел, в оставшихся матчах ему были зачитаны технические поражения. Команда была расформирована, а её руководство так и не оплатило вступительный взнос и не выплатило зарплаты ряду игроков
Ряд источников считает ВВС частью истории футбольного клуба «Краматорск» (бывший «Авангард»)

## Выступления в чемпионатах Украины
| Сезон   | Дивизион            | Место в чемпионате | И  | В | Н | П  | ГЗ | ГП | О  | Примечания |
| ------- | ------------------- | ------------------ | -- | - | - | -- | -- | -- | -- | --- |
| 1998/99 | Вторая лига Украины | 14 из 14           | 26 | 1 | 2 | 23 | 4  | 20 | -1 | С команды было снято 6 очков. После 15-го тура команда снялась с чемпионата, в оставшихся матчах ей были засчитаны технические поражения |